# Nola harouni
Nola harouni is een nachtvlinder uit de familie van de visstaartjes (Nolidae). 
De wetenschappelijke naam van de soort is voor het eerst geldig gepubliceerd door Wiltshire in 1951.
De soort komt voor in Europa.